# Conseil législatif du Queensland
Le Conseil législatif du Queensland (Queensland Legislative Council) était la chambre haute de l'État du Queensland en Australie, jusqu'à son abolition par le Constitution Amendment Act de 1922. En conséquence, l'Assemblée législative du Queensland est le seul parlement monocaméral d'Australie.